# Demografia de São Tomé e Príncipe

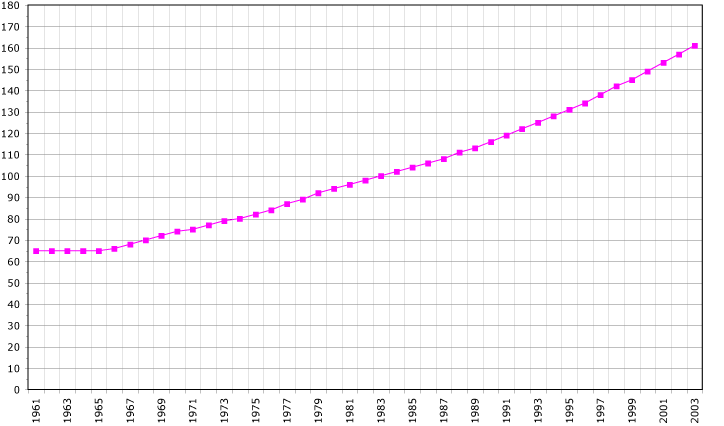
Gráfico da demografia de São Tomé e Príncipe.

Do total da população de São Tomé e Príncipe, cerca de 131 mil vivem em São Tomé e 6 mil no Príncipe. A grande maioria é composta por descendentes de escravos trazidos de Angola para as ilhas, até então desabitadas, pelos portugueses que as ocuparam a partir de 1485.
No Sul da ilha de São Tomé escravos foragidos constituíram um grupo étnico, os Angolares. 
Nos anos 1970 houve dois fluxos populacionais significativos — o êxodo da maior parte dos 4 mil residentes portugueses e o influxo de várias centenas de refugiados são-tomenses vindos de Angola. Os ilhéus foram na sua maior parte absorvidos por uma cultura comum luso-africana. Quase todos são fiéis das igrejas Católica Romana, Evangélica ou Adventista do Sétimo Dia, que, por sua vez, mantêm laços estreitos com as igrejas em Portugal.
A grande maioria do povo são-tomense fala português (95%), mas são falados três crioulos de base portuguesa diferentes. Os angolares desenvolveram uma língua própria, a partir de línguas africanas.